# Automixis

Los efectos de la fusión central y la fusión terminal en la heterocigosidad

Automixis es un término que cubre varios mecanismos reproductivos, algunos de los cuales son partenogenéticos.
La diploidía podría restaurarse duplicando los cromosomas sin división celular antes de que comience la meiosis o después de que se complete la meiosis. Esto se conoce como un ciclo endomitótico. Esto también puede suceder por la fusión de los dos primeros blastómeros. Otras especies restauran su ploidía mediante la fusión de los productos meióticos. Los cromosomas pueden no separarse en una de las dos anafases (llamada meiosis restitutiva) o los núcleos producidos pueden fusionarse o uno de los cuerpos polares puede fusionarse con el óvulo en algún momento durante su maduración. 
Algunos autores consideran todas las formas de automixis sexual ya que implican recombinación. Muchos otros clasifican las variantes endomitóticas como asexuales y consideran los embriones resultantes partenogenéticos. Entre estos autores, el umbral para clasificar la automixis como un proceso sexual depende de cuándo se unen los productos de la anafase I o de la anafase II. El criterio para la "sexualidad" varía de todos los casos de meiosis restitutiva, a aquellos donde los núcleos se fusionan o solo aquellos donde los gametos son maduros en el momento de la fusión. Los casos de automixis que se clasifican como reproducción sexual se comparan con la autofecundación en sus mecanismos y consecuencias. 
La composición genética de la descendencia depende del tipo de apomixis que tenga lugar. Cuando la endomitosis ocurre antes de la meiosis o cuando ocurre la fusión central (meiosis restitutiva de la anafase I o la fusión de sus productos), la descendencia obtiene todo en más de la mitad del material genético de la madre y la heterocigosidad se conserva principalmente (si la madre tiene dos alelos para un locus, es probable que la descendencia obtenga ambos). Esto se debe a que en la anafase I los cromosomas homólogos están separados. La heterocigosidad no se conserva por completo cuando se produce el cruce en la fusión central. En el caso de la duplicación premeiótica, la recombinación, si ocurre, se produce entre cromátidas hermanas idénticas. 
Si se produce una fusión terminal (meiosis restitutiva de la anafase II o la fusión de sus productos), un poco más de la mitad del material genético de la madre está presente en la descendencia y la descendencia es en su mayoría homocigota. Esto se debe a que en la anafase II las cromátidas hermanas se separan y cualquier heterocigosidad presente se debe al cruce. En el caso de la endomitosis después de la meiosis, la descendencia es completamente homocigótica y tiene solo la mitad del material genético de la madre. 
Esto puede dar como resultado que la descendencia partenogenética sea única entre sí y de su madre. 